# Törökbálinti TC
A Törökbálinti Torna Club, röviden TTC, egy 1923-ban alapított magyar sportegyesület, aminek több szakosztálya van; labdarúgó, RSG, cselgáncs, íjász, sakk, karate és kézilabda szakosztály. Székhelye (nevéből is adódóan) Törökbálint.

## Sportpályák
A TTC labdarúgócsapata a törökbálinti sportpályát használja, ami áll egy kisebb salakos labdarúgópályából, egy betonozott kézilabdapályából és egy nagyobb füvezett labdarúgópályából, amit 2000-ben füveztek újra. A pályához egy kisebb épület tartozik az öltözőkkel, illetve itt vannak a csapat kupái és tablói. A pályának több nézőtere is van, ülő és állóhelyek egyaránt.
A TTC kézilabdacsapata játszott már a Zimándy Ignác Általános Iskola szabadtéri betonozott kézilabdapályáján, a sporttelep kézilabdapályáján. Jelenleg a Bálint Márton Általános- és Középiskola tornacsarnokában játszanak.

## A labdarúgócsapat
A csapat jelenleg a magyar harmadosztály Duna-csoportjában küzd és újoncként az első három hely között ingázik. 2006 óta a csapat sok sikert ért el, hála a csapat edzőjének és a remek játékosoknak.

### A labdarúgócsapat jelentősebb eredményei

#### Bajnoki eredmények
Pest megyei 2. osztály 1. hely: 1982, 1997
Pest megyei 1. osztály 1. hely: 2007, 2. hely: 2006

#### Kupák
Pest megye Kupa győztes: 1997, 2007
Pest megyei Szuperkupa győztes: 2007
Sport TV Kupa győztes: 2006
Magyar Kupa legjobb 32 közé jutás: 2006
Büki Teremtorna 4. hely: 2008

#### Elismerések
Pest megye 3. legjobbja (felnőtt férfi csapat kategóriában): 2007
Törökbálinti helyi sportdíj: 2008

#### Gólkirályi címek
2004/2005: Tóth Ákos, ezüstcipős
2005/2006: Tóth Ákos 31 góllal ezüstcipős
2006/2007: Tóth Ákos 48 góllal gólkirály

### Bajnokságok és kupák

#### Pest megyei 1. osztály 2005-2006
Hosszú évek után állt rajthoz először egy bajnoki címre is esélyes Törökbálint. A csapat remekül játszott az őszi szezonban, nagy riválisát, a Maglódot hazai pályán fölényesen legyőzte. Az őszi szezont 1. helyen zárta. A tavaszi szezon már nem sikerült olyan jól, a csapat egymás után több fontos meccset is elveszített, középcsapatok ellen is. Ez érthetetlen volt, ugyanis ebben az időszakban volt a Sport TV Kupa döntő, amit 3-1-re nyertek a Felsőpakony ellen. Később Maglódon döntetlent játszottak, de a bajnokságban csak a 2. helyet érték el.

#### Magyar Kupa2005-2006
A csapat fantasztikus meneteléssel kiharcolta a Magyar Kupa legjobb 32 közé jutást. Az első meccsen idegenben 6-1-re verték a Gödöt. Utána az NB III-ban játszó Fót jött, amit hazai pályán 3-1-re megvertek. Ezután 2-1-gyel megverték az Üllőt. Utána két NB III-as csapat jött: a Monor(3-2) és a Százhalombatta(3-1). A két bravúr után a másodosztályú csapatok jöttek: a Felcsút (1-0) és a Bodajk (2-1). Így jutottak el oda, ahol bekapcsolódtak az NB I-es csapatok. Az ellenfél a Zalaegerszeg lett. Ellenük 1-1-es félidő után ugyan 4-1-es vereséget szenvedtek, de menetelésük így Sport TV Kupa-döntőt ért, ahol a két legtovább jutó amatőr csapat csapott össze. Itt 3-1-re megverték a Felsőpakony csapatát, így kupagyőztesek lettek.

#### Pest megyei 1. osztály 2006-2007
A Törökbálint az előző szezonban 2. lett, riválisa csak a Maglód volt. Ebben a bajnokságban azonban a tavaly is szépen szereplő Bag és a Pest megyei 2. osztályból érkező Kóka volt a nagy ellenfél. A csapat ismét remekül szerepelt, magabiztos játékukkal, ismét megszerezték az őszi elsőséget. A tavaszi szezonban ugyan botlottak is néha, de a játék most se ment rosszul. A nagy ellenfél Kóka Törökbálintra látogatott egy körülbelül ötven fős szurkolótáborral és győzelmet aratott, de a TTC megóvta a mérkőzést, mivel az ellenfél csapatában nem játszott egy ideig utánpótlás korú játékos, ami a szabályok szerint kötelező volt. Az óvást elfogadták, a meccset a Törökbálint nyerte 3-0-ra és végül ő lett a bajnok.

#### Pest megyeKupa 2006-2007
A Pest megye Kupa első mérkőzése a legjobb nyolc között volt a csapatnak. Az ellenfél a Százhalombatta volt, akivel 1-1-et játszottak, így alacsonyabb osztályú csapatként továbbjutottak. A következő ellenfél az azonos osztályú Kóka volt. Hazai pályán 2-0-ra nyertek. A döntőben az ellenfél a Tököl volt. Délegyházán 3-0-ra nyertek és elhódították a Pest megye Kupát.
Mivel ezt és a Pest megyei 1. osztályt is megnyerték, ők lettek a Pest megyei Szuperkupa győztesei is.

#### NB/III. Duna csoport 2007-2008
A csapat jelenleg a magyar harmadosztályban szerepel, a Duna csoportban és a harmadik helyen áll.
Remek őszi szereplést követően (sokáig 1. helyen álltak utána is másodikok voltak), tavasszal hullámvölgybe kerültek, aminek következtében visszacsúsztak a 3. helyre. Mostanában ismét jó eredményeket érnek el és harcban állnak a második helyért. Előtük a Százhalombatta és az FC Fehérvár (Videoton) tartalékcsapata állnak.

### Legfontosabb meccsek
Magyar Kupa legjobb 32 között, 2005; Törökbálint: Törökbálint-Zalaegerszeg 1-4
Sport TV Kupa döntő; 2006; Budapest, Üllői út: Törökbálint-Felsőpakony 3-1
Pest megye Kupa döntő; 2007; Délegyháza: Törökbálint-Tököl 3-0
Bajnokavatás; 2007; Törökbálint: Törökbálint-Őrbottyán 5-2
A csapat legnagyobb győzelme; 2007; Törökbálint: Törökbálint-Fót 18-0

### A jelenlegi csapat
| #  |        | Poszt | Név             |
| -- | ------ | ----- | --------------- |
| 1  | magyar | K     | Gárdosi Péter   |
| 12 | magyar | K     | Vermessy Attila |
| 20 | magyar | K     | Mezei Zsolt     |
| 17 | magyar | V     | Róza László     |
| 2  | magyar | V     | Máté Dávid      |
| 7  | magyar | V     | Szeles Tamás    |
| 6  | magyar | V     | Danczák Attila  |
| 16 | magyar | V     | Kilik Balázs    |
| -  | magyar | V     | Bakos Áron      |
| 15 | magyar | V     | Hegedűs János   |
| 12 | magyar | KP    | Gonda Imre      |

| #  |        | Poszt | Név                              |
| -- | ------ | ----- | -------------------------------- |
| 15 | magyar | KP    | Gálvölgyi Márton                 |
| 3  | magyar | KP    | Tordai Balázs                    |
| 4  | mongol | KP    | Zorgit Batjin                    |
| 9  | magyar | KP    | Nyitrai Zoltán                   |
| 5  | magyar | KP    | Bábik Tibor                      |
| 12 | magyar | KP    | Horváth Ferenc                   |
| 8  | magyar | KP    | Varga László (játékos-edző)      |
| 9  | magyar | KP    | Mészáros Dániel                  |
| -  | magyar | KP    | Simon Imre                       |
| 10 | magyar | CS    | Csintalan Csaba (csapatkapitány) |
| 13 | magyar | CS    | Tóth Péter Gábor                 |

### Szponzorok
- HunTraco
- Opel Di-Fer, Érd
- Lindab (a labdarúgó szakosztálynak innen ered a teljes neve: Lindab Törökbálinti TC)

## A labdarúgó utánpótlás-csapatok
A csapatnak természetesen vannak utánpótlás csapatai is, mégpedig három korosztályban (U-13, U-16, U-19).

### U-13
A csapat jelenleg az U-13 Kiemelt, Déli csoportban játszik, és a középmezőnyben foglal helyet. A csapat edzői Lipők András és Gáznár Tibor.

#### Az U-13 játékosai
Kapusok: Yilmaz Ádám, Lipők Benjámin (csapatkapitány)
Hátvédek: Nagy Balázs, Auer Marcell, Majoros Káldor, Rolli Levente, Deák Attila, Hordós Mátyás, Pataki Péter, Lehoczki Csaba, Fábián Gábor, Hochbaum Ádám
Középpályások: Weigl Norbert, Doktor Gyula, Hegedűs János, Pup László, Halász Dávid, Fábián Richárd, Szunai Dániel, Juhász Krisztián, Hacknauer Tamás, Sturcz Gábor
Csatárok: Tóth Keve, Yilmaz Attila, Rácz Gábor, Szűcs Barnabás

### U-16
Az U-16, vagyis a serdülő csapat az NB/III-ban szerepel (mint a felnőtt és az U-19 csapat is) és ott a mezőny végén foglal helyet. A csapat edzője Kincses Béla

#### Az U-16 játékosai
| #  |        | Poszt | Név            |
| -- | ------ | ----- | -------------- |
| 1  | magyar | K     | Tőke Richárd   |
| 2  | magyar | V     | Lados Ábel     |
| 3  | magyar | V     | Szűcs Barnabás |
| 6  | magyar | V     | Somogyi Balázs |
| 14 | magyar | V     | Tankó Árpád    |
| 15 | magyar | V     | Katona László  |

| #  |        | Poszt | Név            |
| -- | ------ | ----- | -------------- |
| 18 | magyar | V     | Doktor Gyula   |
| 4  | magyar | KP    | Tulipánt Ervin |
| 11 | magyar | KP    | Bacskai Márk   |
| 7  | magyar | CS    | Csomós András  |
| 14 | magyar | CS    | Kóté Gergő     |
| 9  | magyar | CS    | Popa Dániel    |

### U-19
A csapat a magyar harmad-osztályban játszik és ott az U-16-hoz hasonlóan a mezőny végén foglal helyet. A csapat edzője Szeles Tamás, aki emellett a felnőtt csapat védője. A csapat egyes játékosai néha lehetőséget kapnak a felnőtt csapatban, főleg kisebb tétű bajnoki vagy Magyar Kupa meccseken.

#### Az U-19 játékosai
| #  |        | Poszt | Név              |
| -- | ------ | ----- | ---------------- |
| 1  | magyar | K     | Gonda Gergő      |
| 6  | magyar | V     | Auer Péter       |
| 12 | magyar | V     | Nyika Zoltán     |
| -  | magyar | V     | Bencsik Tamás    |
| 3  | magyar | V     | Cserpes Zsolt    |
| 3  | magyar | V     | Király Norbert   |
| -  | magyar | V     | Kreisz Krisztián |
| 11 | magyar | V     | Máté Győző       |
| 15 | magyar | V     | Süveges Péter    |
| 11 | magyar | V     | Lak Péter        |
| -  | magyar | KP    | Bolla Ferenc     |

| #  |        | Poszt | Név             |
| -- | ------ | ----- | --------------- |
| -  | magyar | KP    | Váraljai Pál    |
| 7  | magyar | KP    | Sipos Péter     |
| 13 | magyar | KP    | Lakatos Roland  |
| -  | magyar | KP    | Herédi Dániel   |
| 17 | magyar | KP    | Pop Richárd     |
| 9  | magyar | KP    | Gáznár Norbert  |
| 16 | magyar | CS    | Juhász János    |
| 4  | magyar | CS    | Mike Péter      |
| 14 | magyar | CS    | Mojzes Dávid    |
| 14 | magyar | CS    | Gasparics Zsolt |

## Női kézilabdacsapat
A csapat kezdetben a Pest megyei bajnokságban játszott, jelenleg a Budapest Bajnokságban szerepelnek. Sportcsarnokuk a törökbálinti Bálint Márton Általános- és Középiskola tornaterme.

### Híres játékosok
* a félkövérrel írt játékosok rendelkeznek felnőtt válogatottsággal.
- Kamil Kopúnek

## Lásd még
- Törökbálint
- Labdarúgás
- Kézilabda
- Bálint Márton Általános- és Középiskola
- Zimándy Ignác Általános Iskola

## Külső hivatkozások
- A labdarúgó szakosztály honlapja
- Honlap az egykori játékos, Selenka Tamás emlékére
- 2007-2008 képek
- 2006-2007 képek
- 2005-2006 képek
- Videók a TTC meccseiről